# NGC 5095
NGC 5095 est une galaxie lenticulaire située dans la constellation de la Vierge. Sa vitesse par rapport au fond diffus cosmologique est de 6 104 ± 22 km/s, ce qui correspond à une distance de Hubble de 90,0 ± 6,3 Mpc (∼294 millions d'al). NGC 5095 a été découverte par l'astronome britannique John Herschel en 1828.
NGC 5095 présente une large raie HI.